# Уэствью (Флорида)
Уэствью (англ. Westview) — статистически обособленная местность, расположенная в округе Майами-Дейд (штат Флорида, США) с населением в 9692 человека по статистическим данным переписи 2000 года.

## География
По данным Бюро переписи населения США статистически обособленная местность Уэствью имеет общую площадь в 8,29 квадратного километра, из которых 8,03 кв. километра занимает земля и 0,26 кв. километра — вода. Площадь водных ресурсов округа составляет 3,14 % от всей его площади.
Статистически обособленная местность Уэствью расположена на высоте 1 м над уровнем моря.

## Демография
По данным переписи населения 2000 года в Уэствью проживало 9692 человека, 2235 семей, насчитывалось 2914 домашних хозяйств и 3111 жилых домов. Средняя плотность населения составляла около 1169,12 человека на один квадратный километр. Расовый состав населённого пункта распределился следующим образом: 17,01 % белых, 75,63 % — чёрных или афроамериканцев, 0,43 % — коренных американцев, 0,41 % — азиатов, 0,13 % — выходцев с тихоокеанских островов, 3,36 % — представителей смешанных рас, 3,01 % — других народностей. Испаноговорящие составили 19,76 % от всех жителей статистически обособленной местности.
Из 2914 домашних хозяйств в 37,6 % воспитывали детей в возрасте до 18 лет, 37,1 % представляли собой совместно проживающие супружеские пары, в 31,4 % семей женщины проживали без мужей, 23,3 % не имели семей. 19,0 % от общего числа семей на момент переписи жили самостоятельно, при этом 7,7 % составили одинокие пожилые люди в возрасте 65 лет и старше. Средний размер домашнего хозяйства составил 3,32 человека, а средний размер семьи — 3,74 человека.
Население статистически обособленной местности по возрастному диапазону по данным переписи 2000 года распределилось следующим образом: 31,2 % — жители младше 18 лет, 11,1 % — между 18 и 24 годами, 25,6 % — от 25 до 44 лет, 22,6 % — от 45 до 64 лет и 9,5 % — в возрасте 65 лет и старше. Средний возраст жителей составил 31 год. На каждые 100 женщин в Уэствью приходилось 88,2 мужчины, при этом на каждые сто женщин 18 лет и старше приходилось 81,4 мужчины также старше 18 лет.
Средний доход на одно домашнее хозяйство статистически обособленной местности составил 28 943 доллара США, а средний доход на одну семью — 31 289 долларов. При этом мужчины имели средний доход в 23 052 доллара США в год против 22 933 доллара среднегодового дохода у женщин. Доход на душу населения статистически обособленной местности составил 28 943 доллара в год. 23,2 % от всего числа семей в населённом пункте и 26,0 % от всей численности населения находилось на момент переписи населения за чертой бедности, при этом 32,4 % из них были моложе 18 лет и 24,9 % — в возрасте 65 лет и старше.